# タミヤカラー

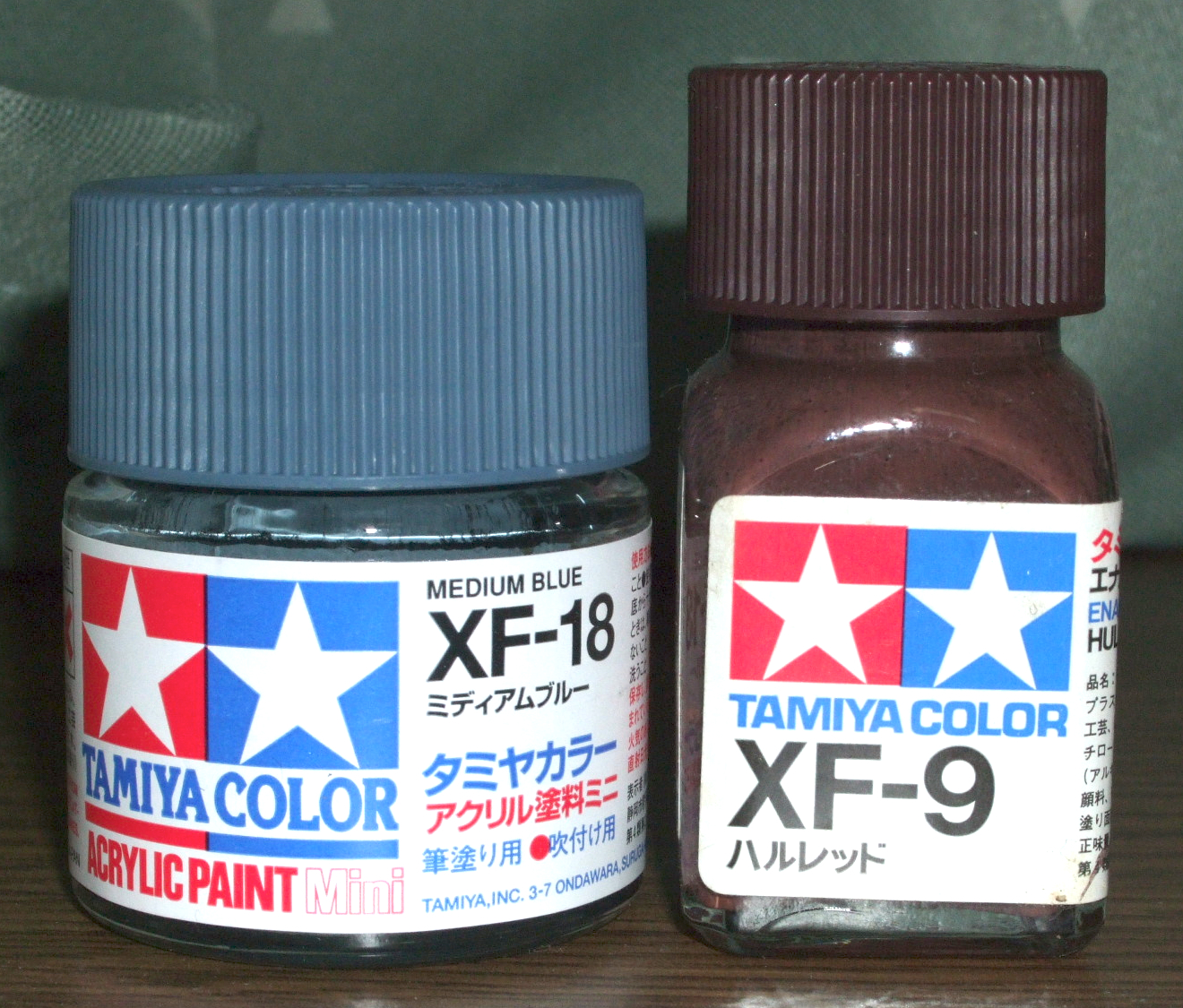
タミヤカラーアクリル塗料とエナメル塗料

タミヤカラーは、タミヤが発売している模型用塗料のシリーズである。水溶性アクリル塗料、エナメル塗料、ラッカー系塗料(ビン・スプレー)と模型用塗料の主なタイプが全て揃えられている。

## アクリル塗料
水溶性アクリル樹脂塗料であり安全性が高く、使用後の筆が水で洗えることを謳っている。1981年の発売で、ほぼ同時期に発売されたグンゼ産業（現:GSIクレオス）の「水性ホビーカラー」との差別化のため、23ml入りの大瓶で販売された。1998年からは10ml入りの「ミニ」が発売されたことで、23ミリリットルタイプは姿を消す。エアブラシで使用する場合は少量の水か溶剤（X-20A）を加える。色番号は艶有りの「X」もしくは艶消しの「XF」でナンバリングされ、後述のエナメル塗料と共通であるが色数はこちらの方がやや多い。航空機、艦船に加え、タミヤの主力商品であるミリタリーモデル用の色も充実している。
1981年当初に発売されていたものは色番号と色名がラベル下部に記載されていたが、陳列の際色番号が見えにくいためラベル上部にレイアウト変更、23cc表記で蓋にも23cc（溶剤大瓶は46cc）と容量が記載されていたが、90年代初期に23ml表記となり蓋の刻印から容量の記載が無くなった
ちなみに23mlタイプのボトルは現在でもスペアボトルとして発売されている

## エナメル塗料
事実上、国産唯一の模型用エナメル塗料である。アクリル塗料より筆の伸びが良く発色も良好、また乾燥時間が長いのでムラが出にくく、綺麗な光沢面が出せるが、耐候性に弱く塗膜が剥がれやすい。下地に塗ったアクリル塗料の塗膜にほとんど影響を与えないので、重ね塗りが簡単である。また溶剤で粘性がなくなるくらいに薄めた塗料を流し、模型の凹凸を表現するスミ入れ（ウォッシング、シェイディング）にも良く用いられ、スミ入れ塗料用として予め薄められた専用品も4色ほどある。ただしガンプラ等のスミ入れに使用した際に、溶剤の浸透によりプラスチックが劣化し、ひびが入る等の事態も生じている。
タミヤはアメリカのパクトラ社と提携し、1971年から パクトラタミヤ の名称で販売していたが、1984年頃に提携を解消し国産の本商品に切り替えた。国産化に際し、高温多湿の日本の気候風土に合わせた調整が行われ、エナメル系塗料としては乾燥は早い部類となっている。色番号はパクトラタミヤのものを継承しているが、色調はやや変化したものもあり、容量も7mlから10mlに増え、容器がプラスチックからガラス瓶に替わり、蓋も金属製からプラスチック製に変更されている。
製品としてはエナメル塗料としているが、ニトロセルロースなどで構成されるいわゆるラッカーエナメルではなく、アルキド変性アクリル樹脂が主成分である。したがって、品質表示法に基いた品質表示欄には、品名として合成樹脂塗料と記載される(塗料#種類に詳しい)。
エナメル塗料のうち、X-12のゴールドリーフとXF-6のコッパーについては使用している原料が異なり、エナメル溶剤を過度に混ぜると塗料が分離するためエアブラシ塗装には適さないことと、洗浄・ふき取りにはラッカー溶剤を使用するようタミヤから注意喚起を促す案内が公開されている。

## タミヤペイントマーカー
エナメルタイプのペイントマーカー（全8色、色番号はエナメル塗料に準ずる）と水性のミニ四駆PROマーカー（全5色、色番号はTPで始まる）、そしてアルコール系のミニ四マーカー（全5色、色番号はMPで始まる）も発売されている。

## タミヤカラースプレー
瓶入りのアクリル塗料とは違い溶剤系（油性）アクリル樹脂塗料（ラッカー系）のスプレーである。「TS」で始まる色番号はエナメル塗料と共通ではなく、カーモデル用の色が充実している。色番号は「AS」で始まる航空機用の「エアーモデルスプレー」も発売されている他、かつてはミニ四駆の塗装を想定した、色番号が「MS」で始まる「ミニ四スプレー」も発売されていた。

## ポリカーボネート塗料
ラジコンカー及びミニ四駆等のボディに使用されているポリカーボネートに適した溶剤を使用した塗料。強靭で柔軟な塗膜が特徴であり、模型用エンジン燃料にも侵されない。スプレータイプが基本であるが、以前は色番号が「PC」で始まった瓶入りタイプや「PM」で始まるマーカータイプも販売されていた。瓶入りの場合、溶剤は水またはX20A水溶性アクリル樹脂溶剤が使用できた。
「PC」で始まる瓶タイプの塗料は現在タミヤのラインナップから消滅しているが、2024年8月に細部の筆塗り塗装向けに「ポリカ用筆塗りカラー (ブラック)」(瓶タイプ、容量23ml)が発売された。しかし一部にポリカーボネート表面で弾いてしまう不具合が発生したため、2025年6月に公式サイトにて不具合商品の回収交換のアナウンスを発表した。

## ラッカー塗料
2017年12月にそれまでスプレーしかなかったラッカー塗料に新たに瓶入りがラインナップに加わった。発売時は3か月おきに4回に分けて15種類ずつ、以後は2～3か月毎に2～3色ずつ発売された80色に、2023年1月追加の調色専用色3色と2024年7月に追加されたつや消し2色を含めた計85色がラインナップされている。全てではないが、スプレーカラーやエアーモデルスプレーと同色の塗料も発売されている。また、「スパークリングシルバー」の様にこのシリーズのみにラインナップされている色もある。色番号は「LP」で始まり、アクリル/エナメル塗料との互換性はほぼ失われたが、これらとの互換表を用意している。一部カラー（LP41～49・62・63）のみ販売価格が異なり、ラベルも白基調から黒基調になる。瓶はアクリル塗料と共通のため、混同防止のため別売りで蓋に貼るシールが発売されている（アクリル/ラッカー共）。溶剤は小瓶の「LP-10 ラッカー溶剤」及び大瓶の「タミヤ・ラッカー溶剤」を使用する。

## その他
殆どの模型メーカーはGSIクレオスの水性ホビーカラーやMr.カラーを指定することが多く、タミヤ製品以外でタミヤカラーを指定する模型メーカーはほぼないが、青島文化教材社から発売されたBEEMAX製品は、タミヤカラーの名前こそ書かれていないものの色番号が併記されている。また、イタリアのB.B.R社も自社製のレジンキャストキットの説明書にタミヤカラーの色番号を記載していたことがある。